# Coșereni, Ialomița
Coșereni este o comună în județul Ialomița, Muntenia, România, formată numai din satul de reședință cu același nume.

## Așezare
Comuna se află în câmpia Vlăsiei, pe malul drept al râului Ialomița. Este traversată de șoseaua națională DN2, care leagă Urziceniul de București fiind aflată la 7 km sud-vest de Urziceni. La Coșereni, din această șosea se ramifică șoseaua județeană DJ201, care urmează cursul Ialomiței pe malul său drept, ducând la Bărcănești, Axintele, Albești, Slobozia, Cosâmbești, Mărculești și Țăndărei (unde se termină în DN2A).

## Demografie
Componența etnică a comunei Coșereni
     Români (94,97%)
     Alte etnii (0%)
     Necunoscută (5,03%)
Componența confesională a comunei Coșereni
     Ortodocși (94,66%)
     Alte religii (0,14%)
     Necunoscută (5,2%)
Conform recensământului efectuat în 2021, populația comunei Coșereni se ridică la 4.195 de locuitori, în scădere față de recensământul anterior din 2011, când fuseseră înregistrați 4.570 de locuitori. Majoritatea locuitorilor sunt români (94,97%), iar pentru 5,03% nu se cunoaște apartenența etnică. Din punct de vedere confesional, majoritatea locuitorilor sunt ortodocși (94,66%), iar pentru 5,2% nu se cunoaște apartenența confesională.

## Politică și administrație
Comuna Coșereni este administrată de un primar și un consiliu local compus din 13 consilieri. Primarul, Adrian Nae[*], de la Partidul Social Democrat, este în funcție din 1 noiembrie 2024. Începând cu alegerile locale din 2024, consiliul local are următoarea componență pe partide politice:
|  | Partid                          | Consilieri | Componența Consiliului | Componența Consiliului | Componența Consiliului | Componența Consiliului | Componența Consiliului | Componența Consiliului |
|  | ------------------------------- | ---------- | ---------------------- | ---------------------- | ---------------------- | ---------------------- | ---------------------- | ---------------------- |
|  | Partidul Social Democrat        | 6          |                        |                        |                        |                        |                        |                        |
|  | Partidul Național Liberal       | 4          |                        |                        |                        |                        |                        |                        |
|  | Partidul Puterii Umaniste       | 2          |                        |                        |                        |                        |                        |                        |
|  | Alianța pentru Unirea Românilor | 1          |                        |                        |                        |                        |                        |                        |

## Istorie
La sfârșitul secolului al XIX-lea, comuna făcea parte din plasa Câmpul a județului Ialomița, având în compunere satul Coșereni (care înglobase și un alt sat denumit Giurești), având o populație de 1551 de locuitori. În comună funcționau o biserică și două școli — una de băieți cu 40 de elevi și una de fete, cu 15 eleve. În 1925, comuna Coșereni este consemnată în plasa Urziceni a aceluiași județ, cu o populație de 2346 de locuitori.
În 1950, a fost inclusă în raionul Urziceni al regiunii Ialomița și apoi (după 1952) al regiunii București. În 1968, la reînființarea județelor, comuna a fost transferată județului Ilfov și i s-au arondat și satele comunei Borănești, desființată. În 1981, o reorganizare administrativă regională a dus la transferarea comunei înapoi la județul Ialomița. În 2004, comuna Borănești s-a reînființat, iar comuna Coșereni a rămas doar cu satul de reședință.

## Monumente istorice
În comuna Coșereni se află două situri arheologice de interes național, aflate în punctul „Măgura de la Comana”: un tell neolitic și o așezare medievală timpurie din secolele al IX-lea–al XI-lea. În afara acestora, în comună se mai află un alt sit arheologic inclus în lista monumentelor istorice din județul Ialomița ca monument de interes local. El se află în punctul „Turceasca” și cuprinde o așezare neolitică și o necropolă din perioada Halstatt.

## Legături externe
Materiale media legate de Coșereni la Wikimedia Commons